# Heiliger Sand

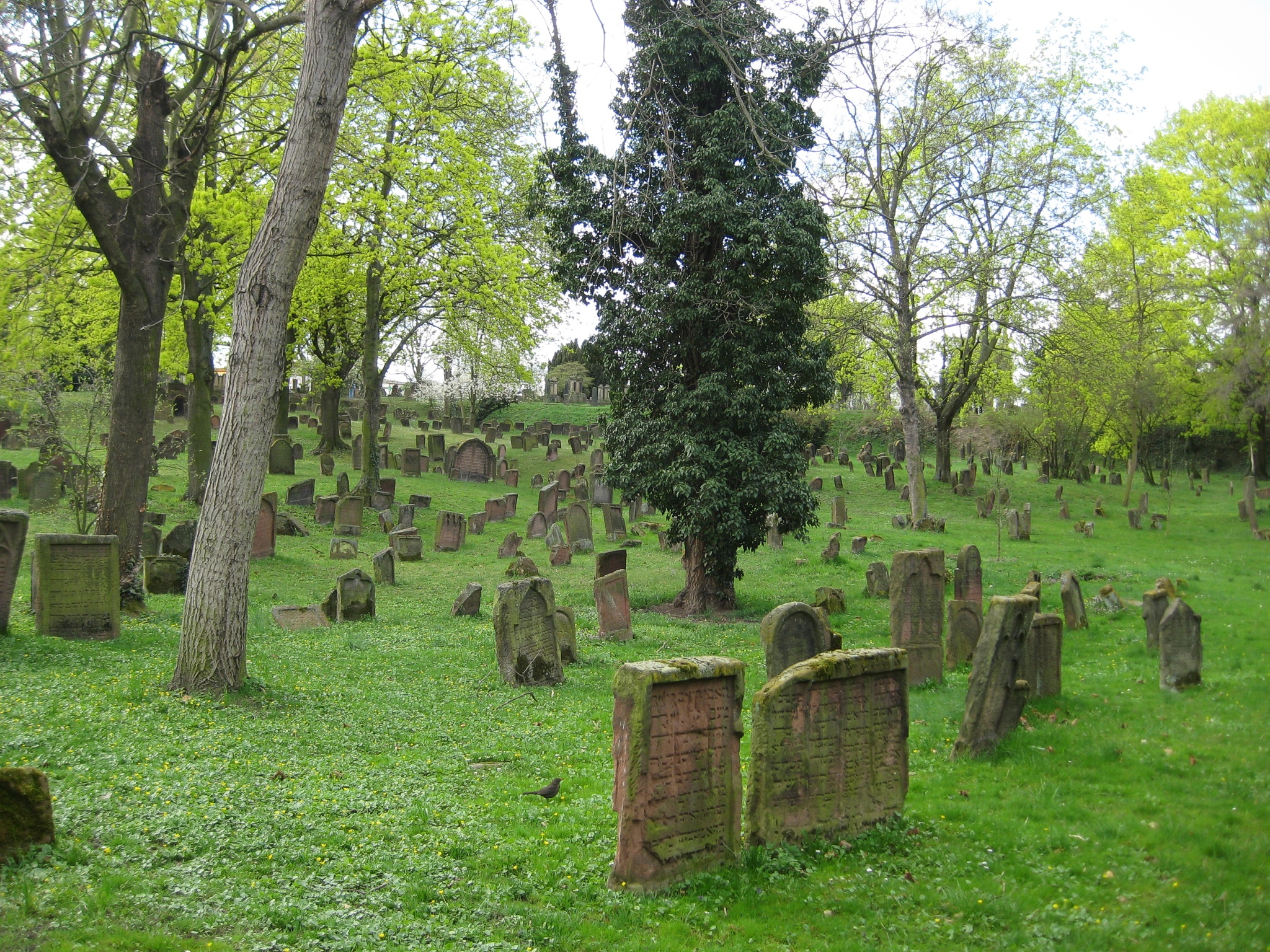
Heiliger Sand

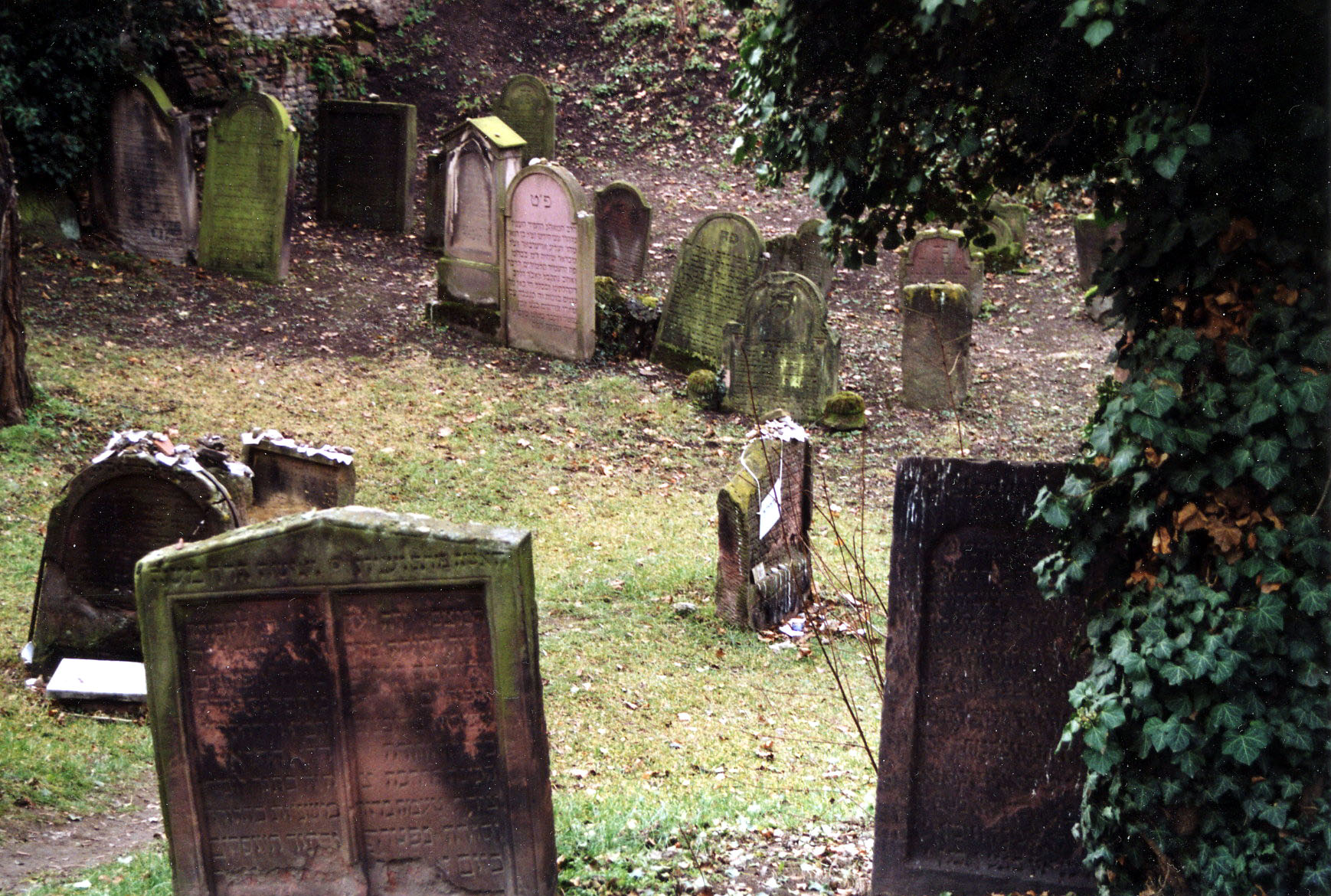
Rabbinental

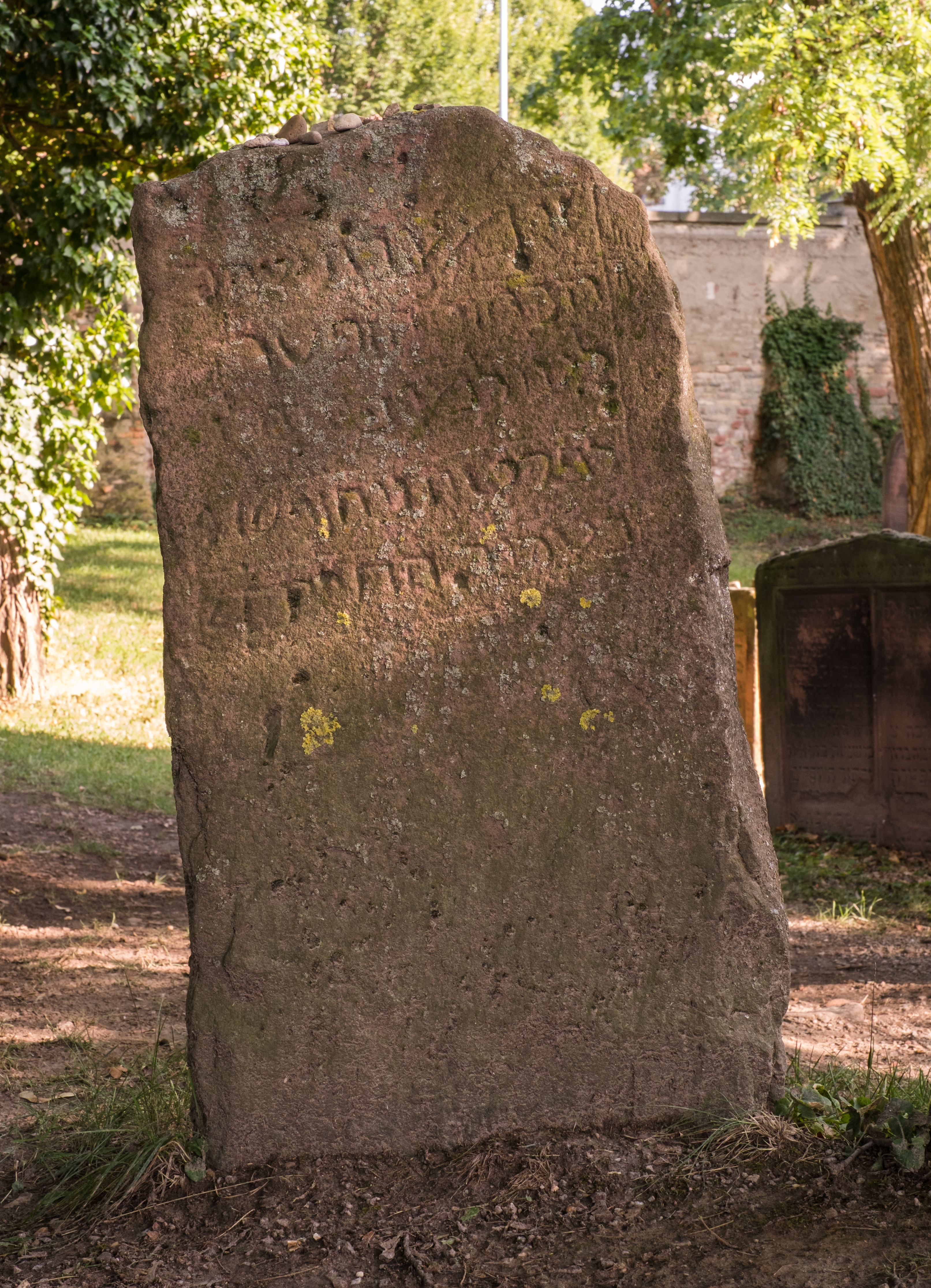
Grabstein des Jakob ha-Bachur, einer der ältesten Grabsteine (1076/77) des Friedhofs

Der Heilige Sand in Worms war der Friedhof der jüdischen Gemeinde Worms. Er gilt als ältester in situ erhaltener jüdischer Friedhof in Europa. Die ältesten der etwa 2500 Grabsteine stammen aus dem 11. Jahrhundert. Gemeinsam mit weiteren Stätten des aschkenasischen Judentums aus den beiden Städten Speyer und Mainz (SchUM-Städte) gehört er zum UNESCO-Weltkulturerbe.

## Geografie
Der Heilige Sand erstreckt sich auf einer etwa dreieckigen Fläche über circa 1,6 ha. Er lag ursprünglich südwestlich außerhalb des hochmittelalterlichen Mauerrings der Stadt Worms. Als im 14. Jahrhundert ein zweiter, die Stadt weiter umfassender Wall um Worms gezogen wurde, lag er zwischen den beiden Befestigungsanlagen. Die Anzahl der Grabsteine wird mit etwa 2500 angegeben.
Durch das Wachstum der Stadt in der zweiten Hälfte des 19. Jahrhunderts liegt der Friedhof heute am Rand des Stadtzentrums, westlich begrenzt durch die Bahnstrecke Mannheim–Mainz, östlich durch den Willy-Brandt-Ring und nördlich durch die Andreasstraße.

## Geschichte

### Entwicklungsgeschichte
Die ältesten erhaltenen Grabsteine stammen aus dem 11. Jahrhundert. Ob sie den Beginn der Belegung des Friedhofs dokumentieren oder ob er noch älter ist, ist nicht bekannt, auch wenn darüber immer wieder Vermutungen angestellt wurden. Auf dem ältesten erhaltenen Grabstein kann der Name des Bestatteten – es handelt sich auf jeden Fall um eine männliche Person – aufgrund einer Beschädigung nicht mehr gelesen werden. Er stammt nach heutiger Erkenntnis aus dem Jahr 1058/59. Lange Zeit galt der Grabstein des Jakob haBachur aus dem Jahr 1076/77 als der älteste.
Um 1260 erhielt der Friedhof eine feste Mauer als Umfriedung. Im 15. oder 16. Jahrhundert wurde als Teil der neuen äußeren Befestigung ein unterirdischer Gang durch den Friedhof gegraben, der das innere und äußere Andreastor miteinander verband und bei dessen Bau auch zahlreiche Grabsteine des Friedhofs vermauert wurden. Der Gang war 36 Meter lang, 1,50 Meter hoch und 80 Zentimeter breit. Er wurde 1930 ausgegraben, dabei wurden die Grabsteine geborgen. Auch bei anderen Gelegenheiten kam es immer wieder vor, dass Grabsteine entwendet wurden.
Der Weg der Leichenprozessionen führte um die halbe Stadt, von der Nordostecke, wo das jüdische Viertel lag, um die innere Mauer in den Südwesten der Stadt, zum Friedhof. Seit dem Spätmittelalter bestand das Recht und die Pflicht der adeligen Familie Dalberg, die Leichenprozessionen auf dem Weg vom Judenviertel zum jüdischen Friedhof zu schützen. Die jüdische Gemeinde zahlte für den Judenschutz eine Abgabe, die Ende des 15. Jahrhunderts 80 Malter Korn betrug. Zur Entstehung dieses Geleitschutzes gibt es eine sagenhafte Geschichte, die von Juspa Schammes überliefert wurde. Danach gingen – zumindest im 17. Jahrhundert – immer zwei Beamte der Dalbergs mit dem Leichenzug.

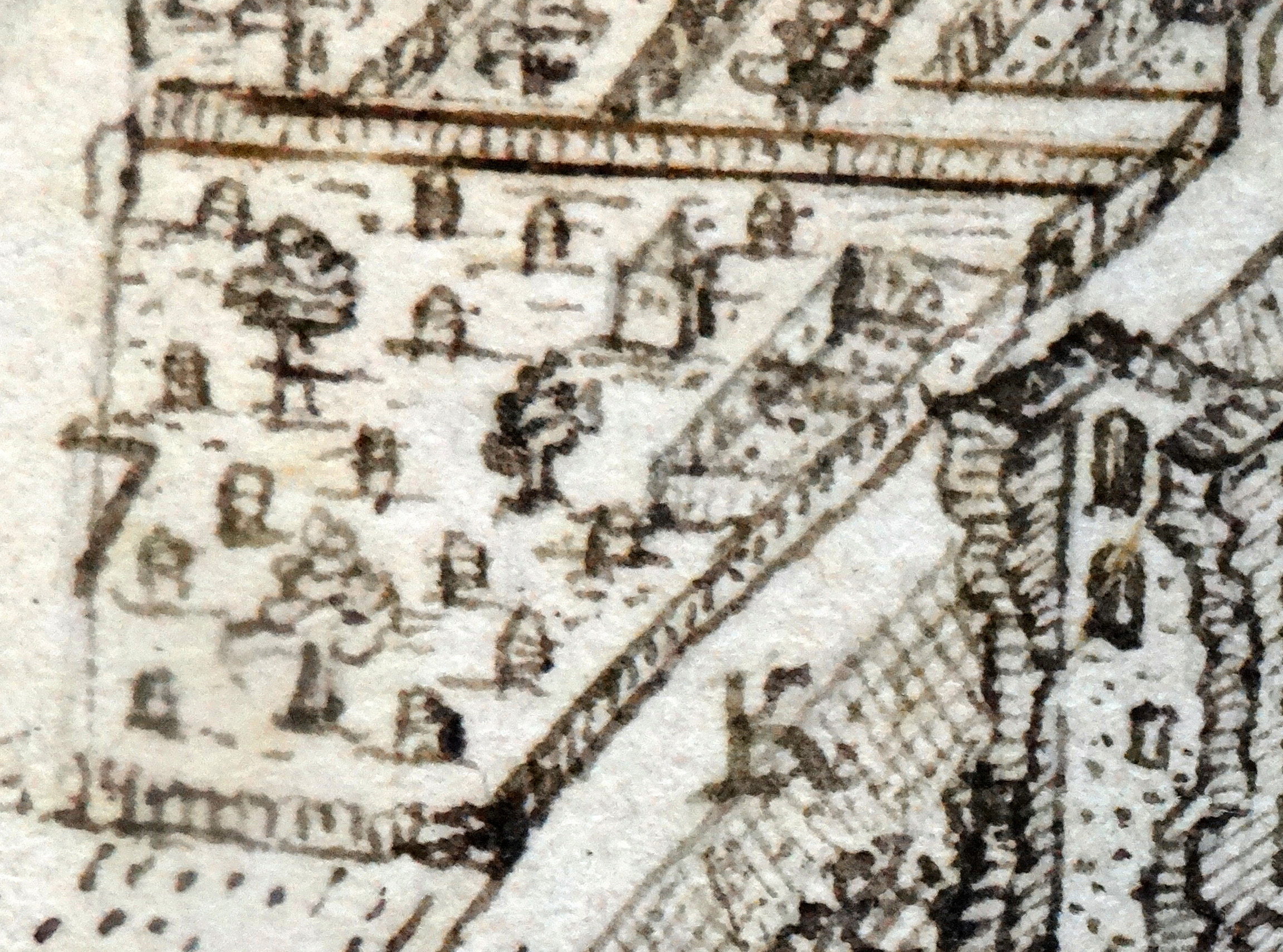
Der Friedhof kurz nach der Zerstörung der Stadt 1689; rechts im Bild der beschädigte Turm „Luginsland“ der inneren Stadtmauer

Auch bei dem Pogrom von 1615 war der Friedhof Ziel von Vandalismus: Grabsteine wurden umgeworfen und beschädigt. Die Gemeinde war durch das Pogrom geschwächt und 1618 brach der Dreißigjährige Krieg aus. 1620 wurde die Südwestecke der Stadtbefestigung verstärkt, wodurch 2/3 der Friedhofsfläche durch Schanzen überdeckt worden sein sollen. Nach diesem Eingriff erfolgte 1625 eine umfassende Sanierung der Friedhofsanlage, die David Oppenheim spendete, was er auch beim Wiederaufbau der 1615 schwer beschädigten Synagoge tat. Der Eingangsbereich des Friedhofs bekam damals das heute noch erhaltene Eingangstor sowie das Taharahaus. Außerdem wurde die Umfassungsmauer saniert. Aber bereits 1661 wurde sie erneut beschädigt.
Im 18. und 19. Jahrhundert wurde vor allem der höher gelegene neue Friedhofsteil belegt. Dieser Teil ist ein Rest der äußeren Stadtbefestigung, die 1689 im Pfälzischen Erbfolgekrieg durch Truppen König Ludwigs XIV. zerstört wurde. Im 19. Jahrhundert glichen sich die Grabsteine stilistisch denen christlicher Friedhöfe an, Inschriften wurden jetzt oft zweisprachig verfasst: Hebräisch und Deutsch.
1902 eröffnete die Stadt Worms den neuen Hauptfriedhof Hochheimer Höhe. 1911 wurde unmittelbar daran anschließend ein neuer jüdischer Friedhof angelegt, da der „Heilige Sand“ keinen Platz mehr bot und wegen der inzwischen vollständigen Umbauung auch nicht erweitert werden konnte. Letzte Bestattungen wurden aber noch in den 1930er Jahren durchgeführt. Es soll sich um Erbbegräbnisse gehandelt haben.
Beim Novemberpogrom 1938 wurde auf dem Friedhof der Dachstuhl des Taharahauses in Brand gesteckt, sonst aber nichts beschädigt. 1941/42 entwickelte der Wormser Stadtbaurat Walter Köhler Pläne, die auch vorsahen, das Friedhofsgelände einzuebnen und hier Gebäude für die NSDAP-Kreisleitung zu errichten. Der damalige Stadtarchivar Friedrich Maria Illert soll das Gerücht gestreut haben, dass der Reichsführer SS Heinrich Himmler Interesse an der Erhaltung des Friedhofs habe, den er bei einem Aufenthalt in Worms besucht hatte. Auch bei 1941 erneut aufgekommenen Plänen zur Überbauung des Friedhofs habe diese Behauptung den Friedhof geschützt.
Der Friedhof erlitt allerdings während der Luftangriffe auf Worms erhebliche Schäden. Unter anderem wurde der Grabstein des Rabbi Baruch (gest. 1281) zerstört. Andere Steine konnten später aus Bruchstücken wieder restauriert werden. Allerdings gab es auch Fälle, in denen in Bombentrichtern verschüttete, bisher unbekannte Steine zu Tage traten. 1956 wurde das Taharahaus wieder in Stand gesetzt und die Eingangssituation saniert.
Seit dem Zweiten Weltkrieg wurden Grabsteine auf dem Friedhof wiederholt bei zumeist antisemitisch motivierten Übergriffen beschädigt, so 1952, 1980, 1993 und 2020.

### Forschungsgeschichte
Beim Entstehen einer modernen bürgerlich-städtischen Kultur in Worms war auch die Entdeckung der eigenen Geschichte ein wichtiges Element, auch in der jüdischen Gemeinde. Ab Mitte des 19. Jahrhunderts gab es mehrmals Ansätze, den Bestand der Anlage und die Inschriften zu dokumentieren, verbessert sichtbar zu machen und zu erhalten. 1854 erfasste Ludwig Lewysohn eine Auswahl von Inschriften auf den Grabsteinen, veröffentlichte sie und nummerierte sie ein erstes Mal. Angeregt durch David Kaufmann, der die beiden dabei unterstützte, schrieben ab etwa 1893 der Kantor Julius Rosenthal (1863–1934) und der Lehrer und Archivar Samson Rothschild (1848–1939) die Inschriften auf Grabsteinen ab. Sie nummerierten die Grabsteine erneut, allerdings abweichend, erfassten sie auch nicht vollständig und hinterließen keinen Plan. Diese Dokumentation ist heute gleichwohl sehr wertvoll, weil damals noch Text gelesen werden konnte, der heute beschädigt oder zerstört ist. Die Dokumentation liegt im Stadtarchiv Worms. Anlässlich dieser Arbeit wurden auch Restaurierungen vorgenommen: Umgefallene Steine wurden aufgerichtet, eingesunkene gehoben. Eine weitere Dokumentation über 880 Grabsteine nahm 1938 der Wiener Rabbiner und Volkskundler Max Grunwald vor, publizierte sie in Form alphabetisch und nach Jahreszahlen sortierter Namenslisten, konnte sie aber nur noch in Frankreich veröffentlichen. Erstmals 1984 wurden die Grabsteine (insgesamt 1244) systematisch durch das Deutsche Dokumentationszentrum für Kunstgeschichte – Bildarchiv Foto Marburg fotografisch erfasst. Auch dabei wurde wieder eine neue Nummerierung eingeführt, die hebräischsprachigen Inschriften dokumentiert und ins Deutsche übersetzt. Inzwischen ist in der Fachliteratur auch schon einmal von dem „Durcheinander von Nummerierungen aller Art“ die Rede.
Derzeit kümmert sich das Salomon Ludwig Steinheim-Institut um eine Erfassung der Inschriften – komplett allerdings nur bis in den Anfang des 16. Jahrhunderts, darüber hinaus fehlt die Finanzierung. Es hat eine Konkordanz aller bisher vorliegenden Informationen zu diesen Steinen erarbeitet und dabei eine weitere – wiederum abweichende – Nummerierung vergeben. Auch werden erstmals moderne, naturwissenschaftliche Methoden eingesetzt, um bisher nicht (mehr) lesbare Texte vielleicht doch noch entziffern zu können. Mit Unterstützung des Zentrums für Wissenschaftliches Rechnen der Universität Heidelberg wurde ein Streifenlichtscanner eingesetzt, aus dessen Aufzeichnungen ein dreidimensionales Bild der Oberfläche eines Steins errechnet werden kann, bei dem auch kleinste Oberflächenunterschiede sichtbar gemacht werden können. Archäologische Grabungen verbieten sich, da dem religiöse Vorschriften entgegenstehen und dies als Störung der Totenruhe gewertet würde.

## Anlage

### Grabstätten

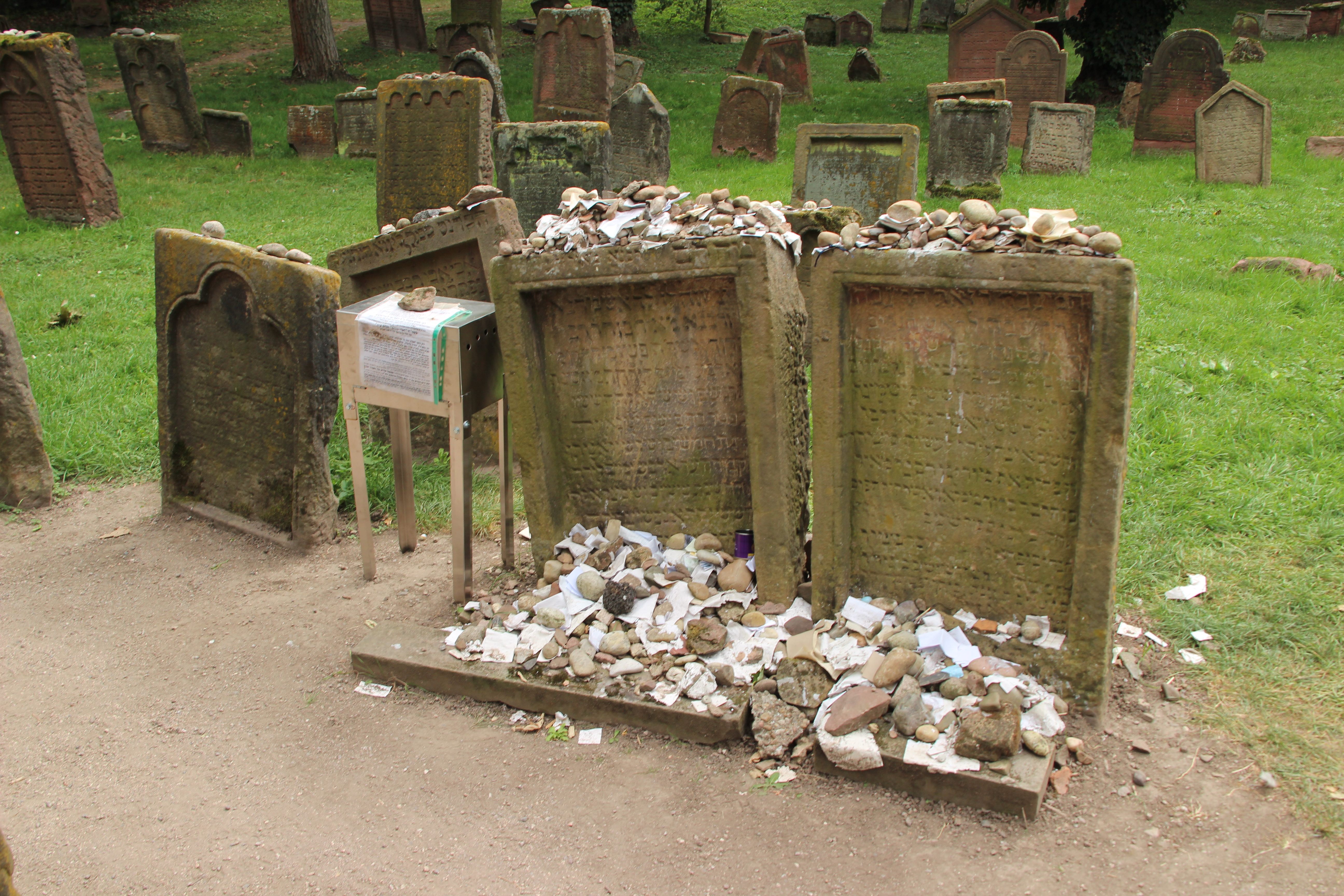
Grabsteine des Rabbi Meir ben Baruch, genannt von Rothenburg (links) und des Alexander ben Salomon Wimpfen (rechts)

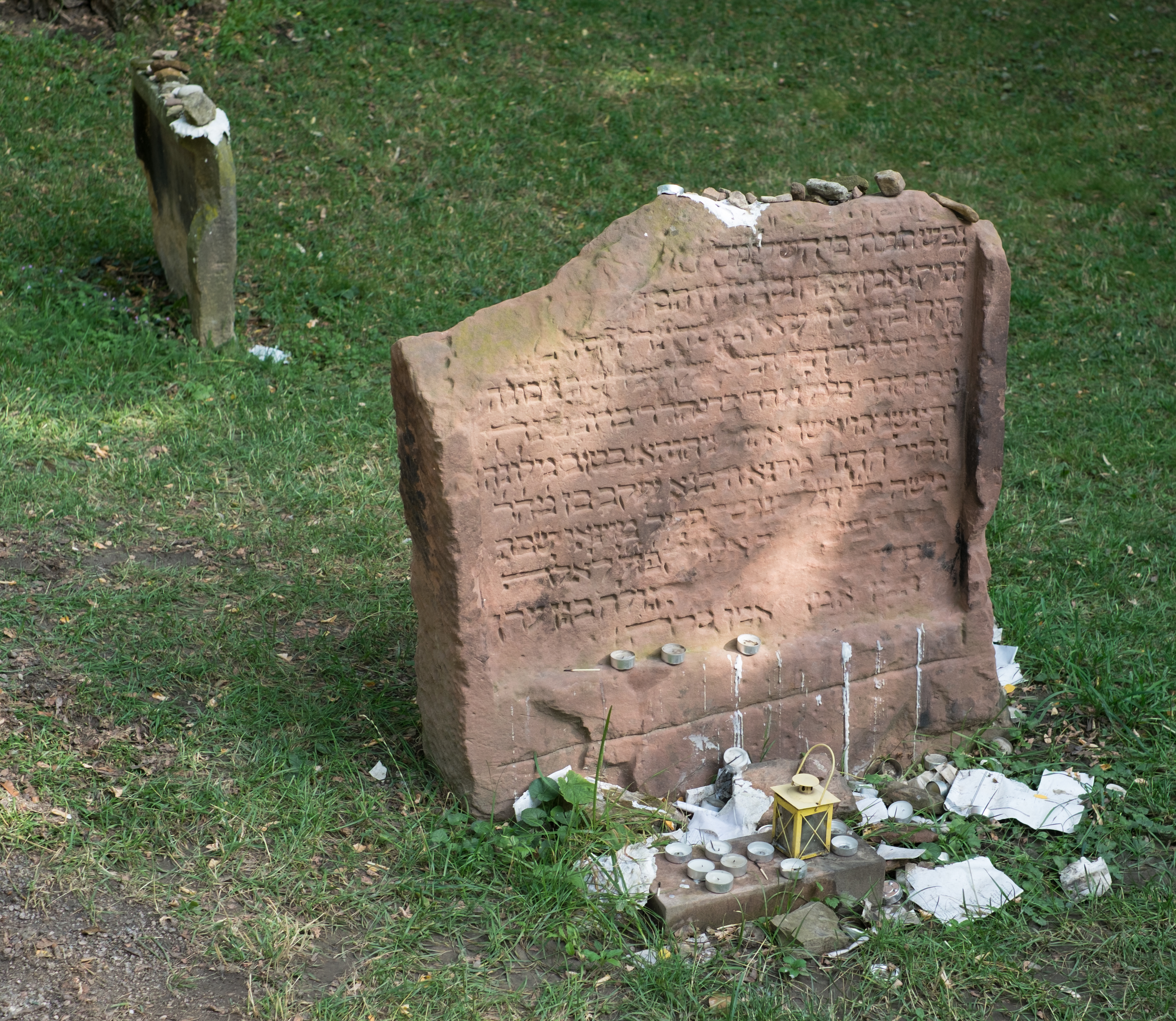
Grabstein des Rabbi Jakob ben Moses haLevi Molin, genannt MaHaRil, 1427, im Rabbinental. Es ist auf seinen Wunsch hin freistehend und das einzige nach Osten ausgerichtete Grab des Friedhofs

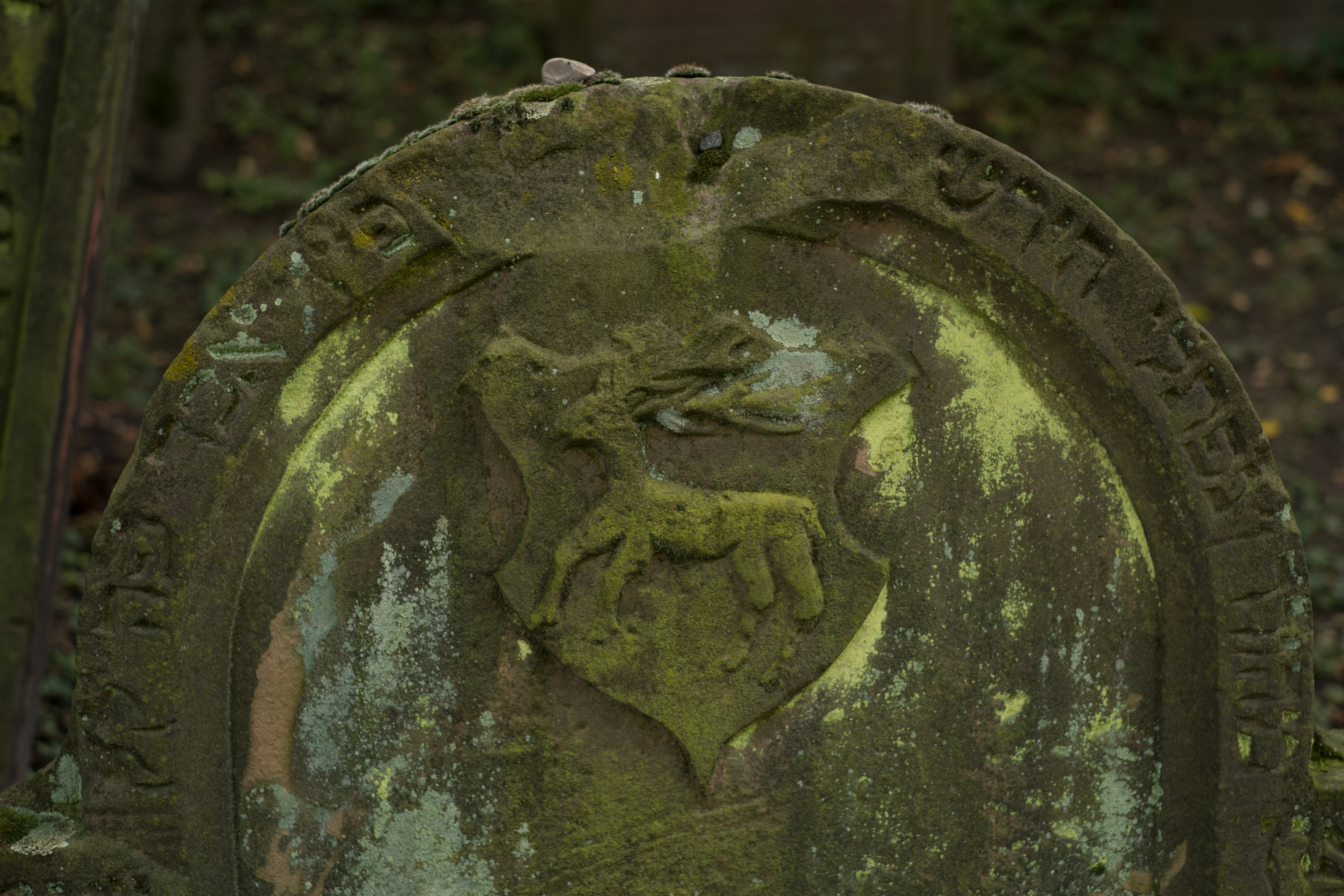
Grabstein des Rabbi Naphtali Hirsch Spitz, Rabbinental

Insgesamt umfasst der Friedhof circa 2500 Gräber. Sie sind fast alle – entgegen der üblichen Praxis – nicht nach Osten, sondern ungefähr nach Norden ausgerichtet.
- Der Stein des Grabes von Eleasar ben Juda ben Kalonymos († 1238) ist nicht erhalten.
- Nahe dem Eingang liegen die Gräber von Rabbi Meir ben Baruch, genannt von Rothenburg († 1293), der hier am 8. September 1307 bestattet wurde,[32] und Alexander ben Salomon Wimpfen († 1307).[33] Beide Gräber gehören zu den herausragenden Grabdenkmälern des Friedhofs und sind Ziel vieler frommer Besucher aus der ganzen Welt, die hier Fürbittzettel, Kwitlech, ablegen.

Weitere viel beachtete Grabsteine liegen im so genannten „Rabbinental“ und seiner Umgebung. Hier finden sich unter anderem die Gräber von
- Rabbi Nathan ben Isaak († 1333). Er war Rabbiner in Worms. Sonst ist über ihn nichts bekannt. Die Inschrift auf dem Grabstein ist eine Besonderheit, weil sie in Reimen verfasst ist. Bei einem Luftangriff 1945 wurde der Stein schwer beschädigt. Der Grabstein trägt nach der alten Inventarisation von Rosenthal und Rothschild die Nummer 343,[34] nach der Nummerierung des Salomon Ludwig Steinheim-Instituts die Nummer 190.[35]
- Rabbi Jakob ben Moses haLevi Molin, genannt MaHaRil, († 1427). Als einziges Grab des Friedhofs ist dieses – entsprechend dem üblichen Brauch – nach Osten ausgerichtet. Der obere Teil des Grabsteins ist beschädigt, so dass die ersten Zeilen der Inschrift heute fehlen. Der Grabstein trägt nach der alten I Inventarisation von Rosenthal und Rothschild die Nummer 374,[36] nach der Nummerierung des Salomon Ludwig Steinheim-Instituts die Nummer 1253.[37]
- Rabbi Meir ben Isaak († 1511). Auch er war Rabbiner in Worms. Der Grabstein wurde 1945 schwer beschädigt, die Inschrift nahezu vollständig zerstört. Der Grabstein trägt nach der alten Inventarisation von Rosenthal und Rothschild die Nummer 27.[38] In der Aufstellung des Salomon Ludwig Steinheim-Instituts wird er nicht (mehr) aufgeführt.[39]
- Elijahu ben Mosche Loanz, genannt Baal-Schem († 1636). Er war Rabbi, Kabbalist und hinterließ eine Reihe schriftstellerischer Werke. Sein Grabstein ist schon lange beschädigt und wird von Eisenklammern zusammengehalten. Der Grabstein trägt nach der alten Inventarisation von Rosenthal und Rothschild die Nummer 1027,[40] nach der Nummerierung des Salomon Ludwig Steinheim-Instituts die Nummer 1228.[41]
- Juspa Schammes († 1678) war Schammasch und Schreiber der jüdischen Gemeinde und wurde durch seine nachgelassenen Schriften bekannt, die eine wichtige Quelle für das Leben der Gemeinde im 17. Jahrhundert sind. Sein Grabstein ist nicht erhalten und wurde wohl im Zweiten Weltkrieg zerstört.[42]
- Naphtali Hirsch Spitz († 1712) war von 1704 bis zu seinem Tod 1712 Rabbiner der Gemeinde in Worms. Seinen Grabstein ziert ein „redendes Wappen“, ein springender Hirsch. Der Grabstein trägt nach der alten Inventarisation von Rosenthal und Rothschild die Nummer 721[43]; nach der Nummerierung des Salomon Ludwig Steinheim-Instituts die Nummer 1238.[44]
- Menachem Mendel Rothschild († 1732) war seit 1712 Rabbiner der Gemeinde in Worms. Zuvor hatte er das Amt in Prag und Bamberg ausgeübt und war Landesrabbiner in Hessen gewesen.[45] Der Grabstein trägt nach der alten Inventarisation von Rosenthal und Rothschild n die Nummer 358.[46] In der Aufstellung des Salomon Ludwig Steinheim-Instituts wird er nicht aufgeführt.[47]

Die Inschriften der Steine erscheinen bis ins 19. Jahrhundert ausschließlich in Hebräisch. Die Gestaltung der Grabsteine unterscheidet sich stilistisch nach Epochen. Die ältesten, aus der Zeit der Romanik, tragen ausschließlich Schrift. Einziger Zusatz sind waagrechte Linien oberhalb der Schriftzeichen. Im frühen 13. Jahrhundert, etwa mit Beginn der Gotik, entfallen diese „Führungslinien“. Dafür wird nun ein Spiegel in den Stein eingetieft, dessen Fläche den Schriftzug trägt. Die Gestaltung wird immer weiter ausgebaut: Maßwerk, wie Kirchenfenster der Gotik, erscheint im 13. und 14. Jahrhundert. Ab dem 16. Jahrhundert, in der Renaissance, kommen erstmals figürliche Darstellungen auf. Die ältesten bekunden einen geistlichen Stand des Verstorbenen: segnende Hände bei Aaroniten und Priestern oder eine Kanne bei Leviten. Ab dem 17. Jahrhundert, im Barock, wurde es dann üblich, die Symbole für die Bezeichnung des Hauses, aus dem der Verstorbene kam, auf dem Grabstein darzustellen. In einer weiteren Entwicklungsstufe kam es in den Fällen, in denen sich ein Name in ein Bild umsetzen ließ dazu, dass ein „redendes Wappen“ dargestellt wurde. Bei Naphtali Hirsch Spitz († 1712) etwa ein springender Hirsch. Ab dem 19. Jahrhundert gleicht sich die Gestaltung der Grabsteine zunehmend den bürgerlichen Vorstellungen an: Ein Teil der Steine wird künstlerisch aufwändig in allen denkbaren Stilarten des Historismus gestaltet, die Inschriften werden zunehmend zweisprachig, erscheinen nun auch auf Deutsch.

### Infrastruktur

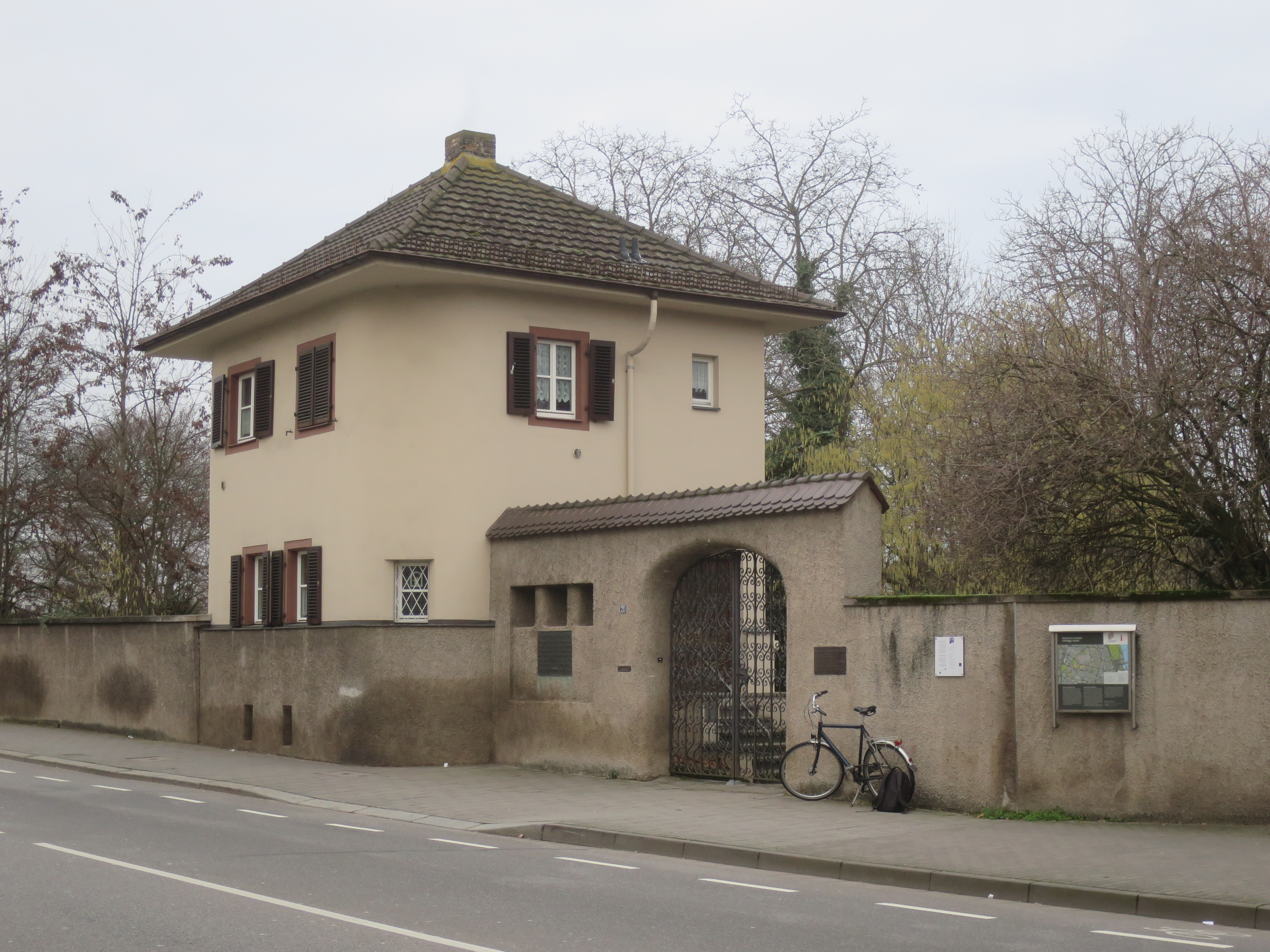
Wächterhaus und Haupteingang

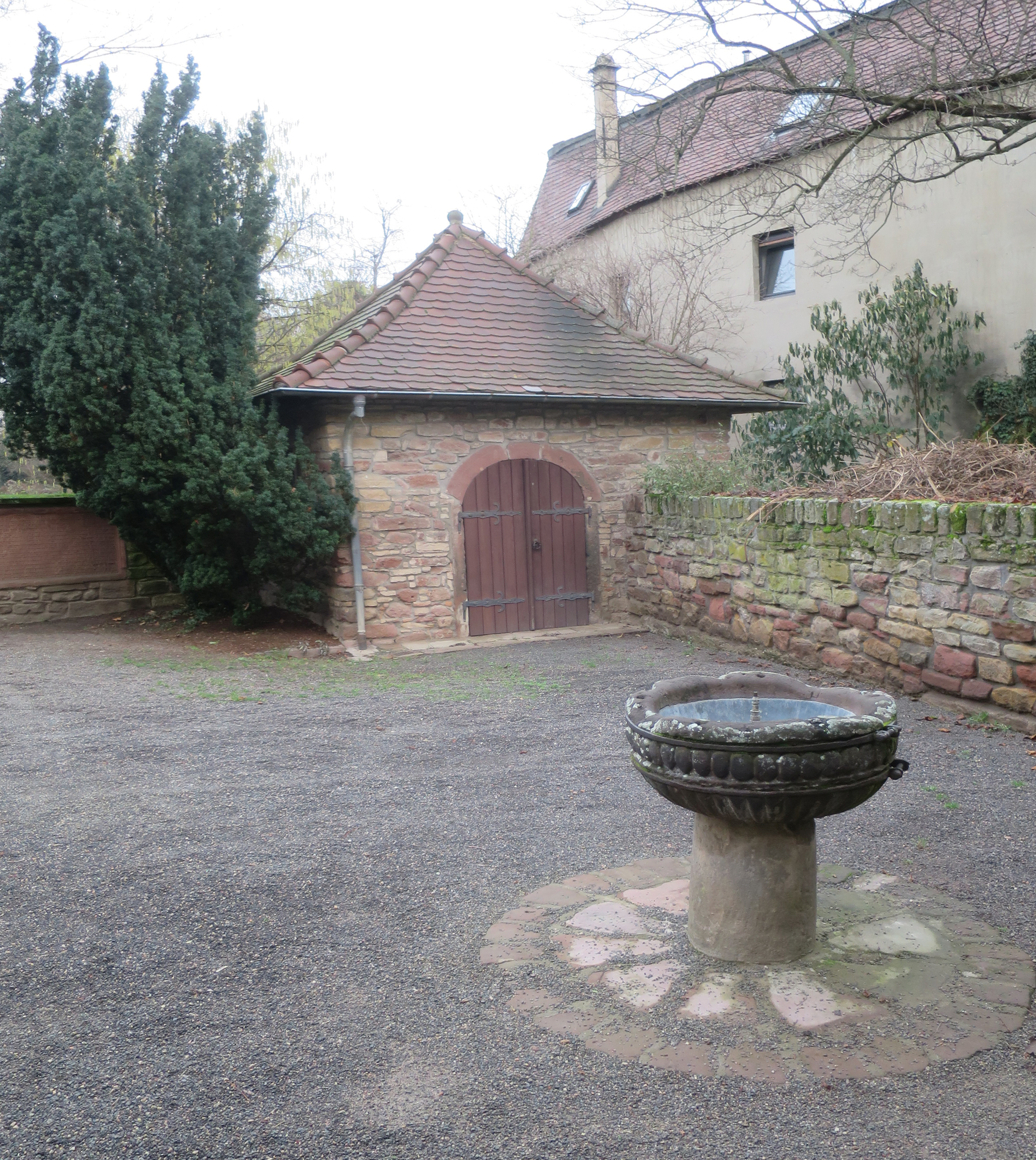
Taharahaus und Handwaschbecken

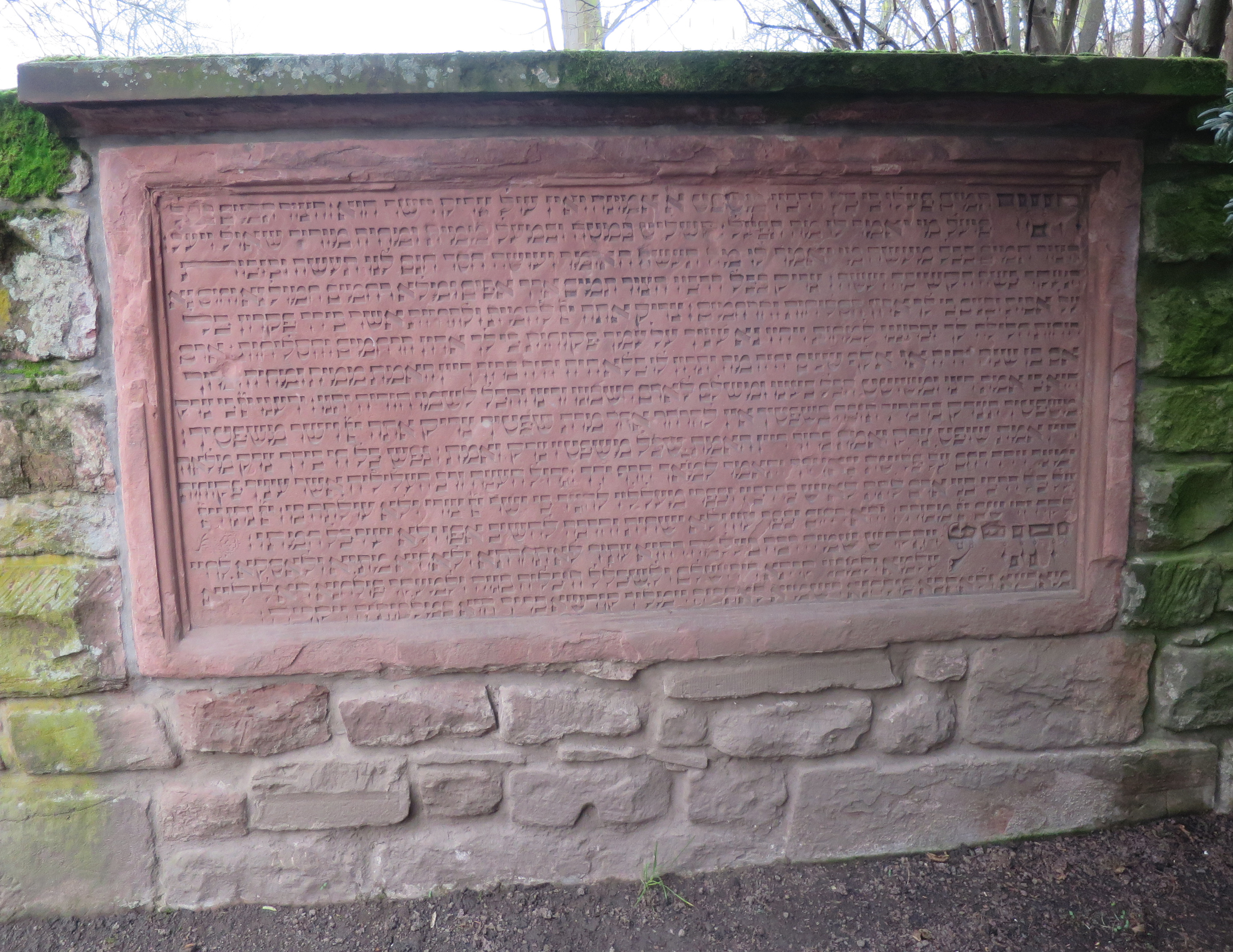
Totengebet an der Friedhofsmauer

Da Grabpflege nach jüdischem Brauch nicht stattfindet, weist der Friedhof ein traditionelles Erscheinungsbild auf: Bäume und Gras umstehen die Grabsteine. Außerdem wird ein überlieferter Fußweg unterhalten. Nur zwei bauliche Anlagen bestehen darüber hinaus: der Eingangsbereich des Friedhofs und seine Einfriedung.
Im Eingangsbereich befindet sich ein zweistöckiges Wächterhaus. Es wurde von den Wormser Architekten Georg Rohr und Ludwig Bruckmann unter Verwendung von Formen des Jugendstils und des Expressionismus 1913 oder kurz zuvor erbaut. Auffallend waren insbesondere die „runden Ecken“ und die Lage der Fenster im Obergeschoss, nämlich genau in diesen runden Ecken. Das Gebäude wurde nach dem Zweiten Weltkrieg in vereinfachten Formen wieder hergerichtet. Weiter stand im Eingangsbereich das Taharahaus zum Waschen der Toten, ein Becken zum Waschen der Hände nach Verlassen des Friedhofs, das innere Tor zum Gräberfeld und die Inschrift mit dem großen Totengebet.
Eine Umfassungsmauer bestand seit dem Mittelalter. Sie wurde seitdem mehrfach beschädigt und wieder saniert.

### Martin-Buber-Blick

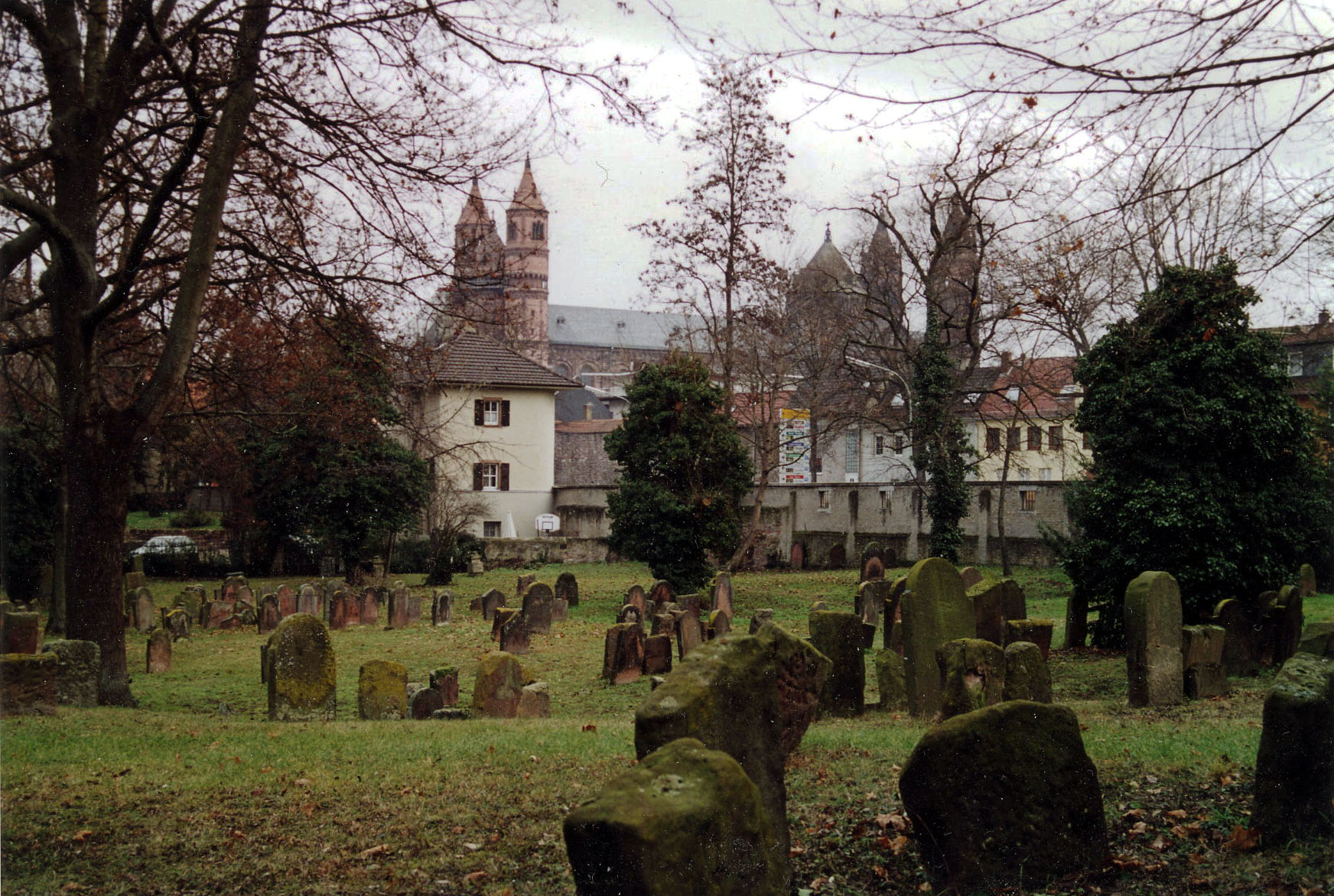
Heiliger Sand, „Martin-Buber“-Blick zum Wormser Dom

Als Martin-Buber-Blick wird die Blickachse über den älteren Teil des Friedhofs zum Wormser Dom bezeichnet.
Martin Buber, der in Heppenheim lebte und verwandtschaftliche Beziehungen nach Worms hatte, beschrieb in seinem Gespräch mit dem protestantischen Theologen Karl Ludwig Schmidt am 14. Januar 1933 einen Spaziergang über den Wormser Judenfriedhof, um die fortdauernde Erwählung des Volkes Israel darzustellen. Dem romanischen Dom, „sichtbar gewordene Harmonie der Glieder“ und Symbol der Ecclesia, stellte Buber den etwa gleichzeitigen jüdischen Friedhof aus „schiefen, zerspellten, formlosen, richtungslosen Steinen“ gegenüber, durch den er sich mit den Urvätern verbunden und in die „Gotteszeit Israels“ eingebunden fühlte. Buber schloss seine Reflexion mit den Worten „aber der Bund ist […] nicht aufgekündigt worden“, eine Formulierung, die unter anderem von Papst Johannes Paul II. wiederholt aufgegriffen wurde.
Die Blickachse, die in die Bewerbung der SchUM-Städte für die Welterbeliste aufgenommen werden soll, wurde 2018 durch eine Informationsstele markiert.

### Steinigungsplatz
Juspa Schammes berichtet, dass ihm 1623, als er nach Worms kam, am Südende des Friedhofs  ein Platz gezeigt wurde, an dem früher Steinigungen vorgenommen worden seien. Ob das tatsächlich der Fall war, wird aber heute bezweifelt.

## Gegenwart
Der Friedhof ist ein Kulturdenkmal aufgrund des Denkmalschutzgesetzes des Landes Rheinland-Pfalz. Er gehört der Jüdischen Gemeinde Mainz und wird gärtnerisch von der Stadt Worms betreut.
Kommunalpolitiker und das Land Rheinland-Pfalz bereiteten seit 2004 eine Bewerbung der SchUM-Städte Speyer, Worms und Mainz als UNESCO-Weltkulturerbe vor. Der Heilige Sand war Teil dieses Antrags. Am 27. Juli 2021 gab die UNESCO dem Antrag statt, seitdem gehört der Heilige Sand zusammen mit der Synagoge Worms, dem Jüdischen Friedhof in Mainz und dem Judenhof in Speyer zum Weltkulturerbe.